# 小行星4015
威爾遜-哈靈頓彗星是一顆週期彗星 (指定的形式為107P/威爾遜-哈靈頓)。
很少有其它的彗星有這樣的區分，事實上它也是小行星  (4015) 威爾遜-哈靈頓（Wilson–Harrington）。順便一提，它也是目前英文名字最長的小行星 (共有17個字母)。

## 歷史
在1949年11月19日，艾伯特·喬治·威爾遜和羅伯特·喬治·哈靈頓在帕洛瑪天文台發現時它被歸類為彗星，但只獲得三次的攝影觀測，這顆彗星就失蹤了 (觀測的精確度不足以獲得軌道，以確定彗星未來的動向。參見失蹤的彗星)。
在1979年11月15日，帕洛瑪天文台的埃莉諾·F.·何琳 發現一顆越火星小行星，它被賦予1979 VA的臨時名稱，然後在1988年12月20日再被觀測到後，被賦予正式編號為4015。
在1992年8月13日，(4015) 1979 VA被報導與107P/威爾遜-哈靈頓是同一顆天體。當時，已經累積了足夠的小行星觀測資料，可以獲得精確的軌道，並搜尋舊的攝影乾片，從1949年的乾版中再發現丟失的彗星影像。
儘管1949年的影像顯示出彗星的容貌，但之後所有的影像顯示的都只是恆星的圖像，這表明可能是處於非活動狀態的彗星，只有很少的噴出物。

## 性質
0.624的離心率，遠高於典型的小行星帶小行星，而比較像典型的週期彗星。
還有4顆在分類上暨是小行星又是彗星的天體是：(2060) 凱龍 (95P/開朗)、(7968) Elst-Pizarro (133P/Elst-Pizarro) )、(60558) Echeclus (174P/Echeclus)、和(118401) 林尼爾 (176P/林尼爾)。作為雙重狀態的天體，對 (4015) 威爾遜-哈靈頓的天體測量觀測，必須使用小行星名稱提出報告。

## 外部連結
- Cometography.com: Wilson–Harrington （页面存档备份，存于）

| 前一小行星： 4014 Heizman | 小行星列表 | 後一小行星： 4016 Sambre |

| 週期彗星                 | 週期彗星   | 週期彗星                |
| ------------------------ | ---------- | ----------------------- |
| 前一顆彗星 106P/Schuster | 小行星4015 | 後一顆彗星 108P/Ciffreo |
| 週期彗星列表             |            |                         |